# Lijst van rijksmonumenten in Usquert
De plaats Usquert telt 41 inschrijvingen in het rijksmonumentenregister; hieronder een overzicht.
| Object                                                               | Oorspronkelijke functie?  | Bouwjaar                                                                        | Architect                                              | Locatie                         | Coördinaten?                  | Nr.?   | Afbeelding                                  |
| -------------------------------------------------------------------- | ------------------------- | ------------------------------------------------------------------------------- | ------------------------------------------------------ | ------------------------------- | ----------------------------- | ------ | ------------------------------------------- |
| Pand onder hoog zadeldak met wolfseinden                             | Woonhuis                  | 19e eeuw                                                                        |                                                        | Kerkstraat 7                    | 53° 24' 11" NB, 6° 36' 40" OL | 35909  | Meer afbeeldingen                           |
| Hervormde kerk                                                       | Kerk en kerkonderdeel     | oorspr. 12e eeuw 1863 (verb.) 1869 (toren) 1989-'90 (rest.)                     | J.F. Scheepers (1863) P.K. Nienhuis (1869)             | Kerkstraat 9                    | 53° 24' 10" NB, 6° 36' 42" OL | 35910  | Meer afbeeldingen                           |
| Kloosterwijtwerd                                                     | Boerderij                 | ca. 1650 (voorhuis) 1813 (verb. voorhuis) 1843 (schuur) 1861 (schuur)           |                                                        | Kloosterwijtwerderweg 4         | 53° 23' 57" NB, 6° 36' 49" OL | 35911  | Meer afbeeldingen                           |
| Onderkelderd pand zonder verdieping onder schilddak                  | Industrie                 | ca. 1880                                                                        |                                                        | Raadhuisstraat 21               | 53° 24' 15" NB, 6° 36' 41" OL | 35912  | Meer afbeeldingen                           |
| Eva                                                                  | Industrie- en poldermolen | 1818 1891 (herb. na brand) 1953-'56 (rest.) 1999-2001 (rest.)                   | Chr. Bremer (1891) J.D. Medendorp (1953-'56)           | Raadhuisstraat 19               | 53° 24' 15" NB, 6° 36' 40" OL | 35913  | Meer afbeeldingen                           |
| Hoekpand onder zadeldak met wolfseind                                | Boerderij                 |                                                                                 |                                                        | Zijlsterweg 1                   | 53° 24' 15" NB, 6° 36' 42" OL | 35914  | Meer afbeeldingen                           |
| Lutjebosch                                                           | Boerderij                 | 1808                                                                            |                                                        | Oude Dijk 12                    | 53° 23' 25" NB, 6° 34' 1" OL  | 35915  | Upload foto                                 |
| Zuidpool                                                             | Boerderij                 |                                                                                 |                                                        | Streeksterweg 79                | 53° 24' 30" NB, 6° 38' 14" OL | 35916  | Zuidpool                                    |
| Papekop                                                              | Boerderij                 |                                                                                 |                                                        | Streeksterweg 103               | 53° 24' 35" NB, 6° 39' 7" OL  | 35917  | Meer afbeeldingen                           |
| Watwerd                                                              | Boerderij                 | 1848 (woonhuis) 1917 (schuur)                                                   |                                                        | Wadwerderweg 62                 | 53° 24' 10" NB, 6° 35' 42" OL | 35918  | Meer afbeeldingen                           |
| Gaykemaheerd                                                         | Boerderij                 | 1880                                                                            |                                                        | Wadwerderweg 74                 | 53° 24' 8" NB, 6° 35' 14" OL  | 35920  | Meer afbeeldingen                           |
| De Kruisstee                                                         | Boerderij                 | 1607                                                                            |                                                        | Westerhornseweg 13              | 53° 23' 57" NB, 6° 36' 16" OL | 35921  | Upload foto                                 |
| Westerhuisheerdt                                                     | Boerderij                 |                                                                                 |                                                        | Westerhornseweg 18              | 53° 23' 30" NB, 6° 35' 39" OL | 35922  | Meer afbeeldingen                           |
| Wierde en kloosterterrein (Kloosterwijtwerd)                         | Archeologisch monument    |                                                                                 |                                                        | bij Kloosterwijtwerderweg 4     | 53° 23' 57" NB, 6° 36' 49" OL | 47145  | Upload foto                                 |
| Wierde (Groot Bosch West)                                            | Archeologisch monument    |                                                                                 |                                                        | ten zuiden van de Streeksterweg | 53° 24' 20" NB, 6° 37' 26" OL | 47146  | Upload foto                                 |
| Wierde (Groot Bosch Oost)                                            | Archeologisch monument    |                                                                                 |                                                        | ten zuiden van de Streeksterweg | 53° 24' 20" NB, 6° 37' 34" OL | 47147  | Upload foto                                 |
| Raadhuis van Usquert                                                 | Bestuursgebouw en onderdl | 1928-'30                                                                        | H.P. Berlage, E.E. Strasser (plv.) en B. Jager (uitv.) | Raadhuisstraat 3                | 53° 24' 13" NB, 6° 36' 32" OL | 385392 | Meer afbeeldingen                           |
| Aanjaagstation WAPROG                                                | Handel en kantoor         | 1941-'43                                                                        | H.F. Mertens                                           | Streeksterweg 81                | 53° 24' 29" NB, 6° 38' 18" OL | 515291 | Aanjaagstation 1 Aanjaagstation WAPROG      |
| Aanjaagstation, laagreservoir                                        | Nutsbedrijf               | 1941-'43                                                                        |                                                        | bij Streeksterweg 81            | 53° 24' 29" NB, 6° 38' 18" OL | 515292 | Upload foto                                 |
| Aanjaagstation, pompgebouw                                           | Nutsbedrijf               | 1941-'43                                                                        | H.F. Mertens                                           | bij Streeksterweg 81            | 53° 24' 29" NB, 6° 38' 18" OL | 515293 | Aanjaagstation 3 Aanjaagstation, pompgebouw |
| Aanjaagstation, tuin                                                 | Tuin, park en plantsoen   | 1941-'43                                                                        | m.m.v. J. Vroom jr.                                    | bij Streeksterweg 81            | 53° 24' 30" NB, 6° 38' 19" OL | 515294 | Upload foto                                 |
| Aanjaagstation, toegangshek                                          | Erfscheiding              | 1941-'43                                                                        |                                                        | bij Streeksterweg 81            | 53° 24' 30" NB, 6° 38' 19" OL | 515295 | Upload foto                                 |
| Dijkcoupure                                                          | Waterkering en -doorlaat  | 1927                                                                            |                                                        | bij Zijlsterweg 10              | 53° 24' 57" NB, 6° 36' 30" OL | 515297 | Upload foto                                 |
| Dijkcoupure nr. 52                                                   | Waterkering en -doorlaat  | 1936                                                                            |                                                        | bij Wadwerderweg 68             | 53° 24' 49" NB, 6° 35' 16" OL | 515298 | Dijkcoupure nr. 52                          |
| Dijkcoupure nr. 51                                                   | Waterkering en -doorlaat  | 1936                                                                            |                                                        | bij Wadwerderweg 72             | 53° 24' 9" NB, 6° 35' 26" OL  | 515299 | Upload foto                                 |
| Dijkcoupure nr. 50                                                   | Waterkering en -doorlaat  | 1936                                                                            |                                                        | bij Wadwerderweg 78             | 53° 24' 28" NB, 6° 34' 46" OL | 515300 | Upload foto                                 |
| Dijkcoupure nr. 52, schotbalkhuisje                                  | Waterkering en -doorlaat  | 1936-1937                                                                       |                                                        | bij Wadwerderweg 68             | 53° 24' 49" NB, 6° 35' 16" OL | 515301 | Dijkcoupure nr. 52, schotbalkhuisje         |
| Dijkcoupure nr. 51, schotbalkhuisje                                  | Waterkering en -doorlaat  | 1936-1937                                                                       |                                                        | bij Wadwerderweg 72             | 53° 24' 9" NB, 6° 35' 26" OL  | 515302 | Upload foto                                 |
| Dijkcoupure nr. 49                                                   | Waterkering en -doorlaat  | 1936                                                                            |                                                        | bij Wadwerderweg 82             | 53° 24' 5" NB, 6° 34' 43" OL  | 515303 | Upload foto                                 |
| Dijkcoupure nr. 49, schotbalkhuisje                                  | Waterkering en -doorlaat  | 1936-1937                                                                       |                                                        | bij Wadwerderweg 82             | 53° 24' 5" NB, 6° 34' 43" OL  | 515304 | Upload foto                                 |
| Oudelaan                                                             | Boerderij                 | 1857 (hoofdschuur) 1924 (voorhuis) 1935 (bijschuur)                             | C. de Groot (1924)                                     | Wadwerderweg 82                 | 53° 24' 5" NB, 6° 34' 43" OL  | 515306 | Oudelaan                                    |
| Arbeiderswoning                                                      | Bedrijfs-,fabriekswoning  | 1925                                                                            |                                                        | Wadwerderweg 84                 | 53° 24' 1" NB, 6° 34' 44" OL  | 515307 | Arbeiderswoning                             |
| Arbeiderswoning, stookhok                                            | Boerderij                 | ca. 1900                                                                        |                                                        | bij Wadwerderweg 82             | 53° 24' 5" NB, 6° 34' 43" OL  | 515308 | Upload foto                                 |
| Rentenierswoning                                                     | Woonhuis                  | 1925                                                                            | W. Reitsema                                            | Wadwerderweg 11                 | 53° 24' 11" NB, 6° 36' 21" OL | 515323 | Meer afbeeldingen                           |
| Rentenierswoning, garage                                             | Opslag                    | 1925                                                                            |                                                        | bij Wadwerderweg 11             | 53° 24' 11" NB, 6° 36' 21" OL | 515324 | Rentenierswoning, garage                    |
| Ophaalbrug over de Usquerdermaar                                     | Brug                      | voor 1866 1877 (herst.)                                                         |                                                        | t.o. Westerhornseweg 13         | 53° 23' 56" NB, 6° 36' 21" OL | 515335 | Ophaalbrug over de Usquerdermaar            |
| Rentenierswoning met aangebouwd koetshuis                            | Woonhuis                  | 1908                                                                            |                                                        | Hoogtjestraat 1                 | 53° 24' 13" NB, 6° 36' 38" OL | 515336 | Rentenierswoning met aangebouwd koetshuis   |
| Huize de Landbouw                                                    | Horeca                    | 1895 verm. 1920-1930 (uitbr.)                                                   |                                                        | Stationsstraat 2                | 53° 24' 5" NB, 6° 36' 31" OL  | 515337 | Huize de Landbouw                           |
| Winkelwoning met eclectische invloeden                               | Werk-woonhuis             | ca. 1600 1899 (verb.) ca. 1910 (serre) 1991 (verb.)                             |                                                        | Kerkstraat 8                    | 53° 24' 11" NB, 6° 36' 41" OL | 515338 | Winkelwoning met eclectische invloeden      |
| Rentenierswoning met aangebouwde schuur                              | Woonhuis                  | 1914 1933 (aanbouw)                                                             | verm. G. Nijhuis                                       | Wadwerderweg 13                 | 53° 24' 11" NB, 6° 36' 18" OL | 515339 | Rentenierswoning met aangebouwde schuur     |
| Wadwerda                                                             | Woonhuis                  | 1908                                                                            | G. Nijhuis                                             | Wadwerderweg 89                 | 53° 24' 7" NB, 6° 35' 38" OL  | 515340 | Upload foto                                 |
| Rentenierswoning                                                     | Woonhuis                  | 1925                                                                            | J. & H. Bos en E. Berghuis                             | Wadwerderweg 6                  | 53° 24' 12" NB, 6° 36' 25" OL | 515341 | Rentenierswoning                            |
| Rentenierswoning                                                     | Woonhuis                  | 1911 1979 (uitbr.)                                                              | P. Tilbusscher                                         | Wadwerderweg 10                 | 53° 24' 14" NB, 6° 36' 20" OL | 515342 | Rentenierswoning                            |
| Hervormde pastorie                                                   | Dienstwoning              | oorspr. waarsch. middeleeuws ca. 1885 (huidige vorm) 1952 (verb.) 1967 (garage) |                                                        | Schoolstraat 2                  | 53° 24' 11" NB, 6° 36' 43" OL | 515353 | Hervormde pastorie                          |
| Arbeiderswoning met aangebouwde schuur                               | Woonhuis                  | 1928 1956 (verb.) 1971 (garage)                                                 |                                                        | Wadwerderweg 42                 | 53° 24' 11" NB, 6° 36' 1" OL  | 515357 | Arbeiderswoning met aangebouwde schuur      |
| Kona                                                                 | Woonhuis                  | 1915 1977 (verb.)                                                               | waarsch. G. Nijhuis                                    | Raadhuisstraat 7                | 53° 24' 14" NB, 6° 36' 36" OL | 515358 | Kona                                        |
| Biwema                                                               | Woonhuis                  | 1903                                                                            |                                                        | Streeksterweg 2                 | 53° 24' 11" NB, 6° 36' 51" OL | 516981 | Meer afbeeldingen                           |
| Biwema, koetshuis                                                    | Bijgebouwen kastelen enz. | 1903                                                                            |                                                        | bij Streeksterweg 2             | 53° 24' 11" NB, 6° 36' 51" OL | 517035 | Meer afbeeldingen                           |
| Zuidpool                                                             | Tuin, park en plantsoen   | 1879                                                                            |                                                        | Streeksterweg bij 79            |                               | 528076 | Zuidpool                                    |
| U-vormige gracht aan de zuid-, oost- en westzijde van de slingertuin | Boerderij                 |                                                                                 |                                                        | Streeksterweg bij 79            |                               | 529425 | Meer afbeeldingen                           |